# Dommartin-aux-Bois
Dommartin-aux-Bois is een Franse gemeente in het departement Vosges in de regio Grand Est en telt 336 inwoners (1999).
Tot het in maart 2015 werd opgeheven viel de gemeente onder het kanton Épinal-Ouest, daarna werd de gemeente toegevoegd aan het kanton Darney. De gemeente maakt deel uit van het arrondissement Épinal.

## Geografie
De oppervlakte van Dommartin-aux-Bois bedraagt 15,7 km², de bevolkingsdichtheid is 21,4 inwoners per km².
De onderstaande kaart toont de ligging van Dommartin-aux-Bois met de belangrijkste infrastructuur en aangrenzende gemeenten.

## Demografie
Onderstaande figuur toont het verloop van het inwonertal (bron: INSEE-tellingen).